# Represa de Nova Avanhandava

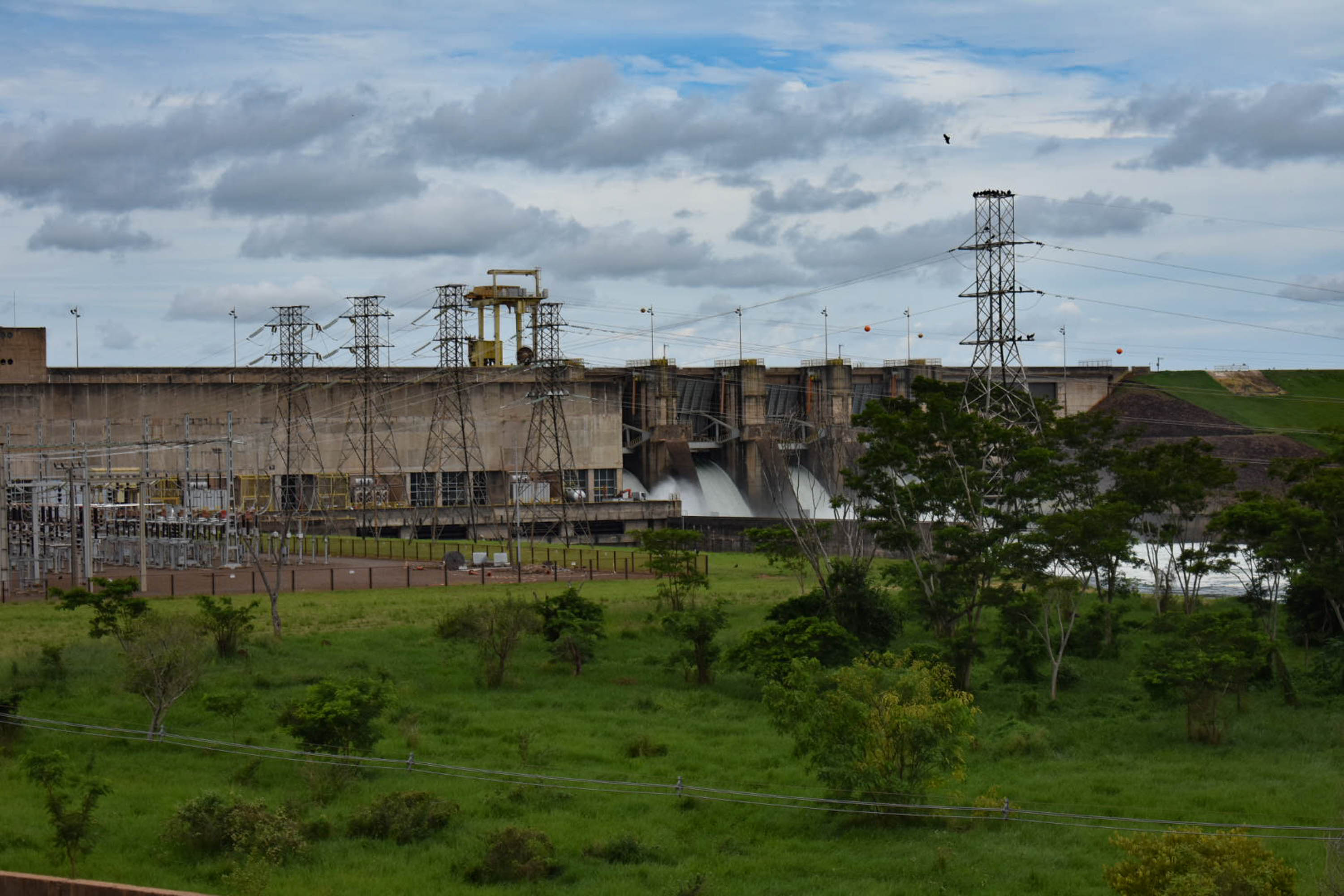
Represa de Nova Avanhandava, Brasil.

La Represa de Nova Avanhandava está localizada en el estado de São Paulo, Brasil, próxima a las ciudades de  Birigui y Buritama, embalsando las aguas del río Tieté, afluente del río Paraná.
La central comenzó a construirse en 1979 y a operar en 1982, posee 3 turbinas tipo Kaplan, con una potencia total instalada de 374 MW, la presa posee 2.038 metros de longitud y el embalse ocupa 210 km². Cuenta una esclusa que permite la navegación a lo largo de la Hidrovía Paraná-Tieté.